# Ebony
Ebony var en civil parish fram till 1894 när blev den en del av Tenterden och Stone cum Ebony, i grevskapet Kent, i England. Civil parish var belägen 15 km från Ashford och hade 174 invånare år 1891.